# Bezirk Tel Aviv
Der Bezirk Tel Aviv (hebräisch מְחוֹז תֵּל־אָבִיב Mechos Tel Aviv) ist einer der sechs Bezirke in Israel. Er ist 172 Quadratkilometer groß und hat 1.481.400 Einwohner. Der Bezirk Tel Aviv hat keine weiteren Unterbezirke, die größte Stadt des Bezirks ist Tel Aviv-Jaffa. Der Bezirk hat eine überwiegend jüdische Bevölkerung, 2009 lag der Anteil der Muslime und arabischen Christen bei 1,8 %.

## Bevölkerungsentwicklung

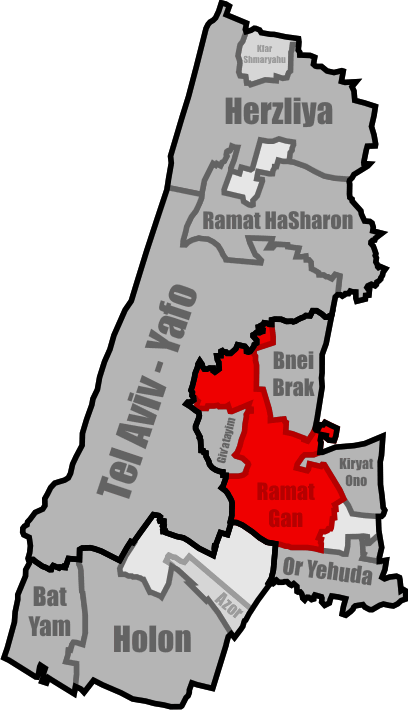
Stadtgliederung des Bezirks Tel Aviv (Ramat Gan farblich hervorgehoben)

| Jahr           | Einwohnerzahl |
| -------------- | ------------- |
| Zensus 1983    | 1.000.200     |
| Zensus 1995    | 1.158.000     |
| Zensus 2008    | 1.258.800     |
| Schätzung 2021 | 1.481.400     |

## Städte
- Bat Jam בת ים
- Bnei Berak בני ברק
- Givʿatajim גבעתיים
- Herzlia הרצליה
- Cholon חולון
- Or Jehuda אור יהודה
- Ramat Gan רמת גן
- Ramat haScharon רמת השרון
- Tel Aviv-Jaffa תל אביב-יפו
- Kirjat Ono קרית אונו

## Gemeindeverwaltung
- Azor אזור
- Kfar Schmarjahu כפר שמריהו